# Zavadıx
Zavadıx (armeniska: Ծովատեղ, Tsovategh, ryska: Завадых) är en ort i Azerbajdzjan.   Den ligger i distriktet Xocavənd Rayonu, i den sydvästra delen av landet, 260 km väster om huvudstaden Baku. Zavadıx ligger 911 meter över havet och antalet invånare är 151.
Terrängen runt Zavadıx är kuperad, och sluttar österut. Runt Zavadıx är det ganska tätbefolkat, med 62 invånare per kvadratkilometer.. Närmaste större samhälle är Müşkapat, 6,0 km norr om Zavadıx. 
Trakten runt Zavadıx består till största delen av jordbruksmark.